# Yoiver González
Yoiver González Mosquera oder kurz Yoiver González (* 22. November 1989 in Puerto Tejada) ist ein kolumbianisch-äquatorialguineischer Fußballspieler.

## Karriere
Yoiver González durchlief die Nachwuchsabteilung des Millonarios FCs und begann 2004 hier seine Profikarriere. 2016 wechselte er dann zu Deportivo Pasto. Zuvor wurde er aber während seiner Zeit bei Millonarios FC zwischenzeitlich an Fortaleza FC und América de Cali ausgeliehen.
Anschließend wechselte er zur Rückrunde der Saison 2016/17 zum türkischen Erstligisten Gaziantepspor und blieb hier bis zum Saisonende. Seit 2018 spielt González beim kolumbianischen Zweitligisten Deportivo Pereira. Mit Pereira wurde González kolumbianischer Zweitligameister 2019 und stieg in die erste Liga auf.

### Nationalmannschaft
Obwohl Yoiver González ein gebürtiger Kolumbianer ist und seine Fußballkarriere in Kolumbien fortsetzte, entschied er sich für eine Karriere bei der Äquatorialguineische Nationalmannschaft und debütierte 2013 für diese.

## Erfolge
Meister der Categoría Primera B: 2019